# Иванковцы (Новоушицкий район)
Иванковцы (укр. Іванківці) — село в Новоушицком районе Хмельницкой области Украины.
Население по переписи 2001 года составляло 365 человек. Почтовый индекс — 32653. Телефонный код — 3847. Занимает площадь 1,58 км². Код КОАТУУ — 6823388502.

## Местный совет
32654, Хмельницкая обл., Новоушицкий р-н, с. Пилипы-Хребтиевские